# Musson
Musson é um município da Bélgica localizado no distrito de Virton, província de Luxemburgo, região da Valônia.